# Ganes de menjar
Les ganes de menjar o gana de menjar és la sensació que provoca en el cos la manca d'aliments, originada a l'hipotàlem dels animals. En els humans està regulada pel neuromodulador hipocretina, que està a les neurones de l'hipotàlem posterior. La sensació de gana normalment es manifesta després d'unes poques hores sense menjar i, en general, es considera desagradable. La sacietat es produeix entre 5 i 20 minuts després de menjar.
El terme fam és el més utilitzat en els debats sobre ciències socials i polítiques per descriure l'estat de les persones que passen gana una manca crònica d'aliments suficients i que experimenten constantment o freqüentment la sensació de gana i que els pot dur a la desnutrició.